# Wilhelm Peterson-Berger
Olof Wilhelm Peterson-Berger (Ullånger, 27 de febrero de 1867 — Östersund, 3 de diciembre de 1942) fue un compositor y crítico musical sueco. Como compositor, sus principales influencias musicales fueron Grieg, August Söderman y Wagner, así como el folclore sueco.

## Peterson-Berger como compositor
Peterson-Berger estudió en el Real Conservatorio de Estocolmo entre 1886 y 1889 y luego en Dresde durante un año.
Es especialmente conocido por sus tres álbumes de nacionalismo romántico para piano titulados Frösöblomster I, II y III, que incluyen dos piezas musicales ampliamente interpretadas: «Vid Frösö kyrka» y «Sommarsång». Esta colección, compuesta durante un período de 18 años (de 1896 a 1914), se ha ganado la reputación de representar la "Suecia" más romántica y nacionalista de su tiempo. La más famosa de sus piezas, «Sommarsång» ("Canción de verano") recuerda las cálidas, tranquilas, armoniosas y brillantes tardes previas al verano, donde el sol en el norte casi nunca se pone. «Sommarsång» todavía es conocida por la mayoría de los suecos, incluso por personas que generalmente no están interesadas en la música: a la mayoría de los jóvenes estudiantes de piano en los países nórdicos se les ha enseñado esta pieza. Sus canciones para conjuntos vocales también se interpretan con bastante regularidad y forman parte del repertorio principal de los coros suecos.
Su repertorio musical incluye igualmente cinco sinfonías, entre ellas la n.º 2 Sunnanfärd y la n.º 3 Same-Ätnam, generalmente consideradas sus dos mejores, así como las óperas Ran, Arnljot, Domedagsprofeterna y Adils och Elisiv. Se disputa su dominio de las formas más grandes, tanto en arquitectura como en instrumentación.
Fue director de escena en la Ópera Real de Estocolmo entre 1908 y 1910. No obstante, la ópera Arnljot se ha convertido en una especie de símbolo para la provincia de Jämtland y se representa regularmente en el Arnljotlägden de Frösön, cerca de la antigua casa de verano de Peterson-Berger. Domedagsprofeterna es la antítesis de Arnljot, una comedia musical festiva y ligera ambientada en la Upsala del siglo XVII, mientras que la saga Adils och Elisiv, donde el "talsång" (canción hablada) en sueco alcanzó su expresión más pura, es una obra que ensalza la creencia de Peterson-Berger en el humanismo y la bondad del hombre.
También escribió unas ochenta canciones, muchas de las cuales contienen poemas de Erik Axel Karlfeldt, por ejemplo «Aspåkerspolska».

## Peterson-Berger como crítico musical
Además de compositor, Peterson-Berger también fue un crítico musical muy respetado aunque a la par controvertido, trabajando para el periódico de Estocolmo Dagens Nyheter ("Noticias del día") de 1896 a 1930. Era bastante conservador y luchó contra la creciente influencia del modernismo en la música, especialmente de Arnold Schönberg y sus seguidores. Su progreso se vio obstaculizado por muchos enemigos que hizo a través de sus escritos; atacó el virtuosismo ostentoso y el academicismo seco con mucha sátira e ironía, pero también con estricta escrupulosidad. Tanto los compositores como los intérpretes que no se ajustaban a su gusto no quedaban libres de graves insultos personales.
Otros escritos incluyen «Svensk musikkultur» ("Cultura musical sueca", 1911) que incluye ataques clarividentes y satíricos al establecimiento musical predominante, «Richard Wagner som kulturföreteelse» ("Richard Wagner como fenómeno cultural", 1913), así como traducciones del alemán al sueco de Tristán e Isolda (para una producción de 1909 en Estocolmo) de Wagner, El nacimiento de la tragedia desde el espíritu de la música (1902) y Así habló Zaratustra (1919) de Friedrich Nietzsche.

## Legado
Su hogar en la isla de Frösön, cerca de Östersund (donde pasó los veranos desde 1914 y luego vivió permanentemente a partir de 1930) es actualmente un museo y está abierto al público en los meses de verano. La casa-museo se encuentra tal y como lo dejó el compositor: la sala de música de la planta baja tiene su piano de cola (era un pianista competente), una sala de trabajo (con una "ventana panorámica" que da al lago Storsjön) y una biblioteca (con su colección de libros y partituras), mientras que en la planta superior se pueden ver los dormitorios. Peterson-Berger vivía solo allí con un mayordomo y sus gatos. También hay una pequeña cafetería donde se venden libros y CDs del compositor.

## Obra parcial

### Orquesta
- Sinfonía nº.1 en Si bemol mayor, Baneret, 1889-1903 - revisada en 1932-1933 
  - Movimientos: «När vi först drogo ut», «Mellan fedjerna», «Vid hjältebåren», «Mot nya vårar»
- Sinfonía nº.2 en Mi bemol mayor, Sunnanfärd, 1910 
  - Movimientos: «Stiltje - Seglats», «Rosenstaden: Dionysoståget - I Eros tempel - Symposion», «Hemlängtan - För sunnanvind»
- Sinfonía nº.3 en Fa menor, Same Ätnam, 1913-1915 
  - Movimientos: «Forntidsbilder», «Vinterkväll», «Sommarnatt», «Framtidsdrömmar»
- Sinfonía nº.4 en La mayor, Holmia, 1929
- Sinfonía nº.5 en Si mayor, Solitudo, 1932-1933
- Orientalisk Dans, 1889-1890
- Concierto de violín en Fa sostenido menor, 1915-1928
- Romance en Re menor para violín y orquesta, 1915
- Törnrosasagan, 1934
- Sinfonía nº.6, Hellas, 1935-1938 - sin terminar

### Ópera
- Ran, 1899-1900
- Lyckan, 1903
- Arnljot, 1907-1909
- Domedagsprofeterna, 1912-1917
- Adils and Elisiv, 1921-1924

### Vocal
- «Sveagaldrar», cantata, 1897
- Canciones para coro: «Tio sånger för blandad kör»; «8 sånger för blandad kör» (incluyendo su adaptación de Stemning de J. P. Jacobsen y I Fyrreskoven de Helena Nyblom); «Juninatt» (letra de Mijaíl Lérmontov), «Guldfågel», «Trädet», «Ingerid Sletten», «Prinsessen» (letra de Bjornstjerne Bjornson), «Våren kom en Valborgsnatt», «Hvile i Skoven – Chorus mysticus» (letra de J. S. C. Welhaven)», «Sommarkväll».
- Canciones en solitario: «Jamtlandsminnen» (Op. 4, 1893), «Fyra visor i svensk folkton» (Op. 5), «När jag för mig själv i mörka skogen går», «Bland skogens höga furustammar», «Ur Fridolins visor» (con letra de Karlfeldt, 1900), «Ur Hösthorn» (1928), «Återkomst».

### Música para piano
- Frösöblomster, 1896 - 8 piezas, incluyendo «Sommarsång», «Lawn tennis», «Till rosorna», «Gratulation» y «Vid Frösö kyrka»
- Frösöblomster II, 1900 - 6 piezas
- Frösöblomster III: I Sommarhagen, 1914 - incluyendo «Intåg i Sommarhagen»
- Seis canciones para piano, 1897
- Färdminnen, 1908
- Earina, 1917 - 7 piezas
- Italiana, 1922
- Anakreontika, dos libros, 1924 y 1936